# 바샥셰히르 파티흐 테림 스타디움

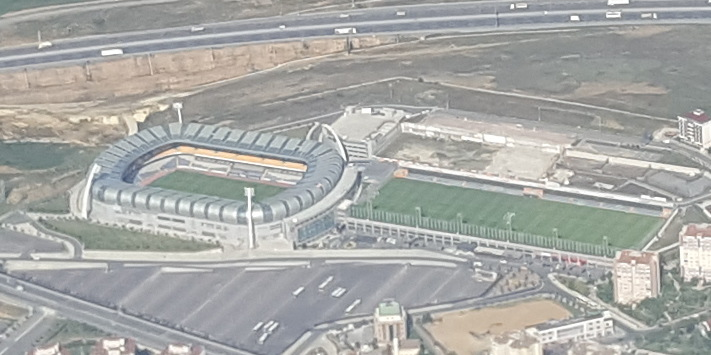
하늘에서 내려다 본 경기장의 모습

3. 이스탄불 바샥셰히르 파티흐 테림 Stadyumu(튀르키예어: 3. İstanbul Başakşehir Fatih Terim Stadyumu)는 터키 이스탄불에 위치한 축구 경기장으로 이스탄불 바샥셰히르 FK.
의 홈 구장으로 사용되고 있다.
수용 인원은 17,156명이다.